# Güte von Approximationsalgorithmen
Die Güte von Approximationsalgorithmen  dient zur Bewertung der approximativen Lösung.
Es sei {\displaystyle S(I)} die zu einer Eingabe {\displaystyle I} gehörige Menge zulässiger Lösungen.
Zu jeder möglichen Lösung {\displaystyle y\in S(I)} sei {\displaystyle v(y)} der Wert der Zielfunktion für {\displaystyle y}. Der Zielfunktionswert einer optimalen Lösung für die Eingabe {\displaystyle I} sei {\displaystyle v^{*}}. Ein Approximationsalgorithmus (oder Approximationsverfahren) gibt bei Eingabe {\displaystyle I} eine Lösung {\displaystyle y\in S(I)} aus, so dass {\displaystyle v(y)} relativ nah an {\displaystyle v^{*}} liegt.
Ist {\displaystyle y} die von einem Approximationsverfahren für die Eingabe {\displaystyle I} berechnete Lösung, so ist die Güte des Approximationsverfahrens bei der Eingabe {\displaystyle I}
bei Maximierungsaufgaben als {\displaystyle r_{I}={\frac {v^{*}}{v(y)}}} und bei Minimierungsaufgaben als {\displaystyle r_{I}={\frac {v(y)}{v^{*}}}} definiert.
Es ist also immer {\displaystyle r_{I}\geq 1}. Gilt {\displaystyle r_{I}=1}, liefert der Algorithmus eine optimale Lösung für {\displaystyle I}.
Hat ein Approximationsverfahren für alle möglichen Eingaben {\displaystyle I} eine Güte {\displaystyle r_{I}} von höchstens {\displaystyle \alpha }, so spricht man von einer {\displaystyle \alpha }-Approximation.
Die garantierte Güte eines Algorithmus ist die Gütegarantie.